# 1314

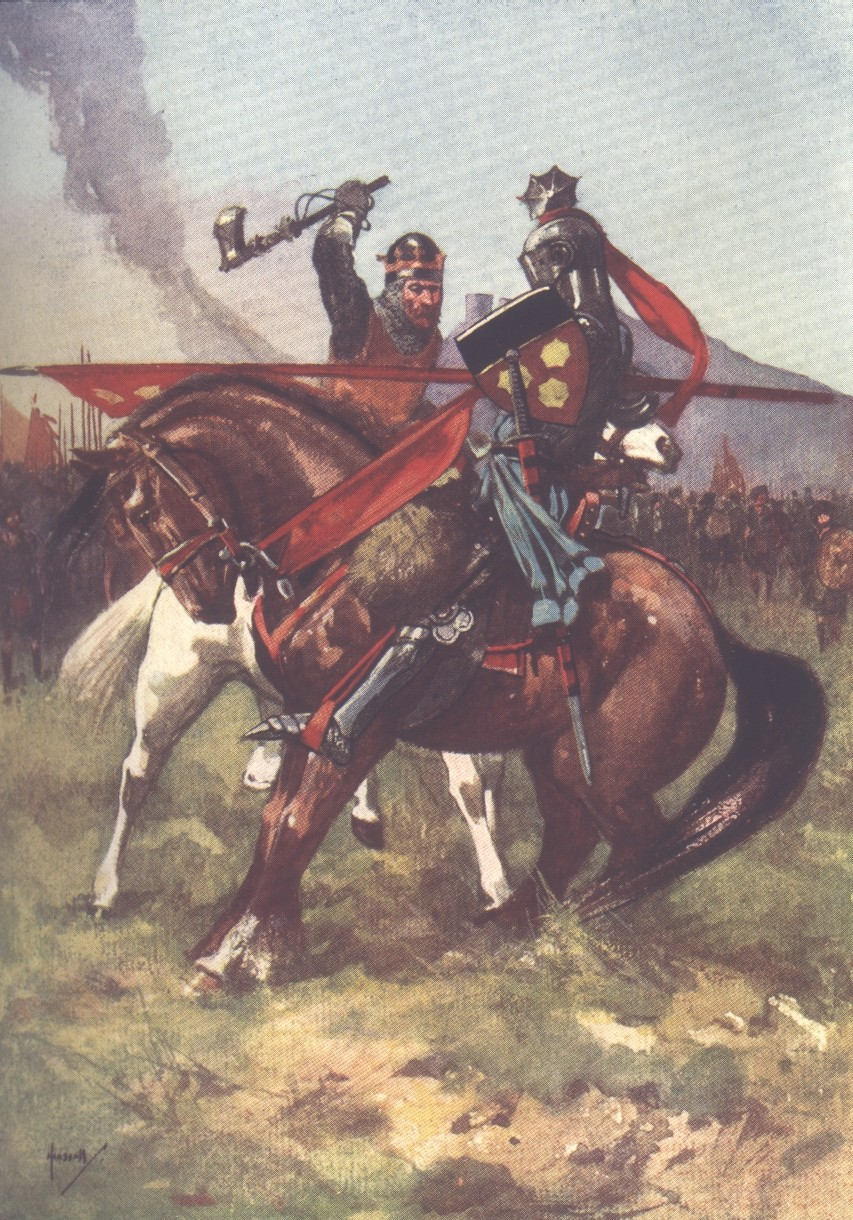
Slag bij Brannockburn

Het jaar 1314 is het 14e jaar in de 14e eeuw volgens de christelijke jaartelling.

## Gebeurtenissen
februari
- 19 - James Douglas verovert door een list Roxburgh Castle en vernietigt het.

maart
- 14 - De opstandige Schotten onder Robert de Bruce nemen Edinburgh Castle in.
- 18 - De vier leiders van de Tempeliers worden veroordeeld tot levenslange gevangenisstraf. Grootmeester Jacques de Molay en commandeur Godfried van Charney trekken hun eerdere bekentenissen in, en worden vervolgens nog dezelve dag geëxecuteerd op de brandstapel.

april
- april - Het schandaal van Tour de Nesle: De schoondochters van koning Filips IV van Frankrijk, Margaretha van Bourgondië, Blanca van Bourgondië en Johanna II van Bourgondië, worden betrapt op overspel en gevangengezet.

juni
- 23 en 24 - Slag bij Bannockburn: Robert Bruce verslaat koning Eduard II van Engeland, die met achterlating van 10.000 doden moet vluchten.

juli
- 12 - De veertienjarige Jan III van Brabant wordt meerderjarig verklaard. Hij vaardigt het Vlaamse en het Waalse Charter uit; deze vergroten de macht van de steden ten opzichte van de hertog in het hertogdom Brabant.
- 13 - Jan II Berthout van Berlaer verkrijgt de Heerlijkheid Helmond. De jonge hertog Jan III van Brabant is hierin geadviseerd door Floris Berthout, de oom van de nieuwe heer van Helmond.

oktober
- 19 - Bij de verkiezingen voor een nieuwe koning van het Heilige Roomse Rijk wint Frederik de Schone van Oostenrijk met 4 stemmen tegen 3 voor Lodewijk de Beier; de uitslag wordt echter betwist.
- 20 - De verkiezing voor een nieuwe Duitse koning worden overgedaan, en nu wint Lodewijk de Beier met 5 stemmen tegen 2.

november
- 25 - Lodewijk de Beier wordt in Aken tot koning gekroond. In Bonn wordt Frederik de Schone ook tot koning gekroond. De situatie leidt tot een langdurige strijd om het koningschap.

zonder datum
- Huissen ontvangt stadsrechten.
- Het Kartuizerklooster van Herne wordt gesticht.
- De latere koning Alfons IV van Aragon trouwt met Theresia van Entenza
- Klokke Roeland wordt opgehangen in het belfort van Gent.
- oudst bekende vermelding: Ellikom

## Opvolging
- Duitsland - Lodewijk de Beier met Frederik de Schone als tegenkoning als opvolger van Hendrik VII
- Ethiopië - Wedem Arad opgevolgd door Amda Seyon I
- Frankrijk - Filips IV opgevolgd door zijn zoon Lodewijk I van Navarra
- Georgië - George V als opvolger van zijn neef George VI
- Granada - Nasr opgevolgd door Ismail I
- Orange - Bertrand IV van Beux opgevolgd door Raymond IV van Baux
- Urgell - Ermengol X opgevolgd door zijn nicht Theresia van Entenza en dier echtgenoot Alfons van Aragon
- Vietnam - Trần Anh Tông opgevolgd door Trần Minh Tông

## Afbeeldingen

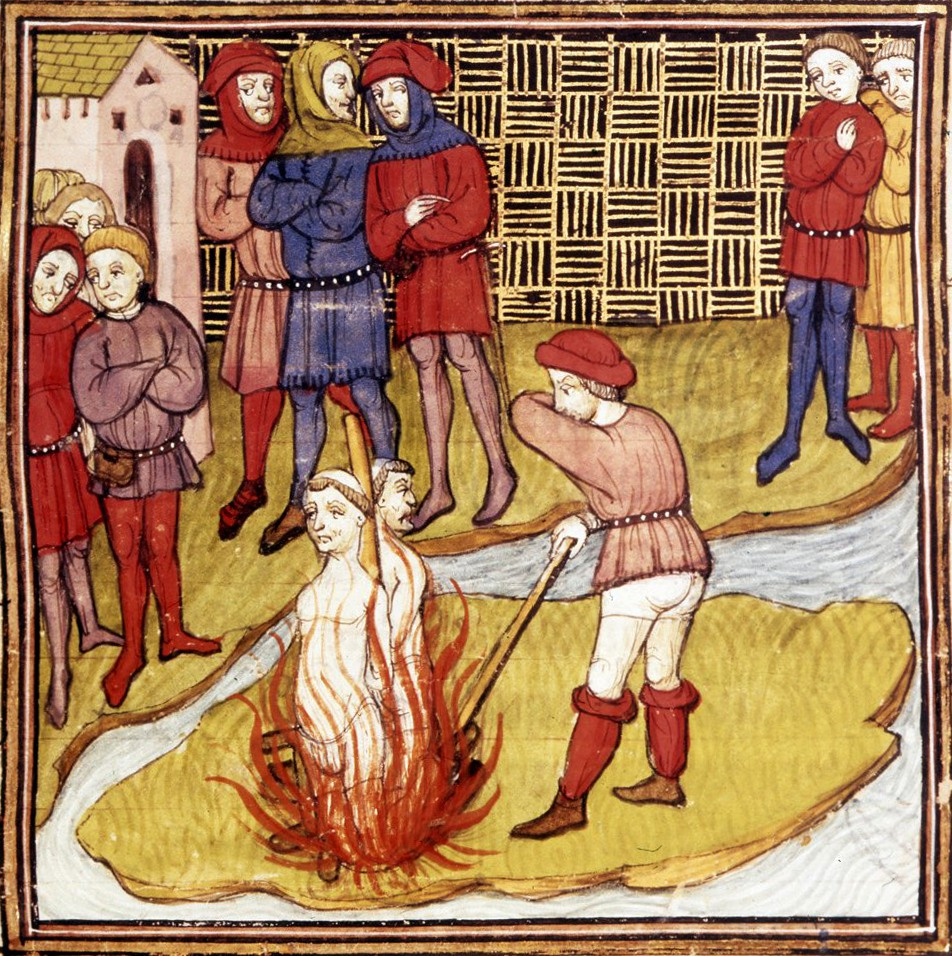
Executie van Jacques de Molay
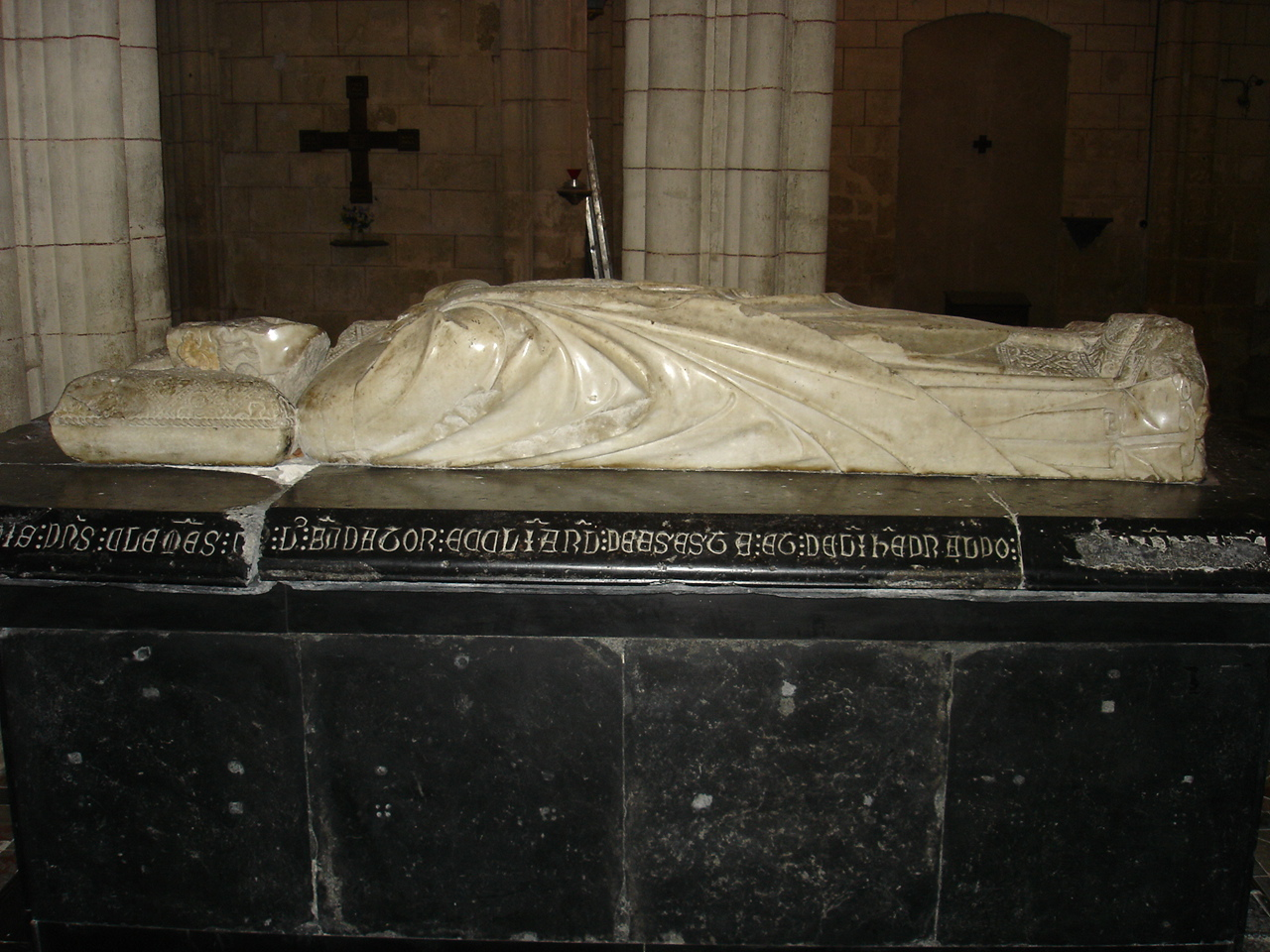
Graftombe van Clemens V
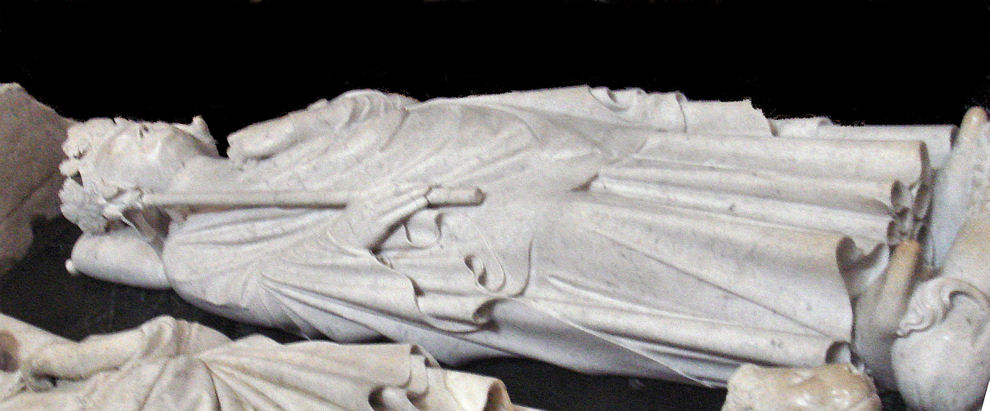
Graftombe van Filips IV
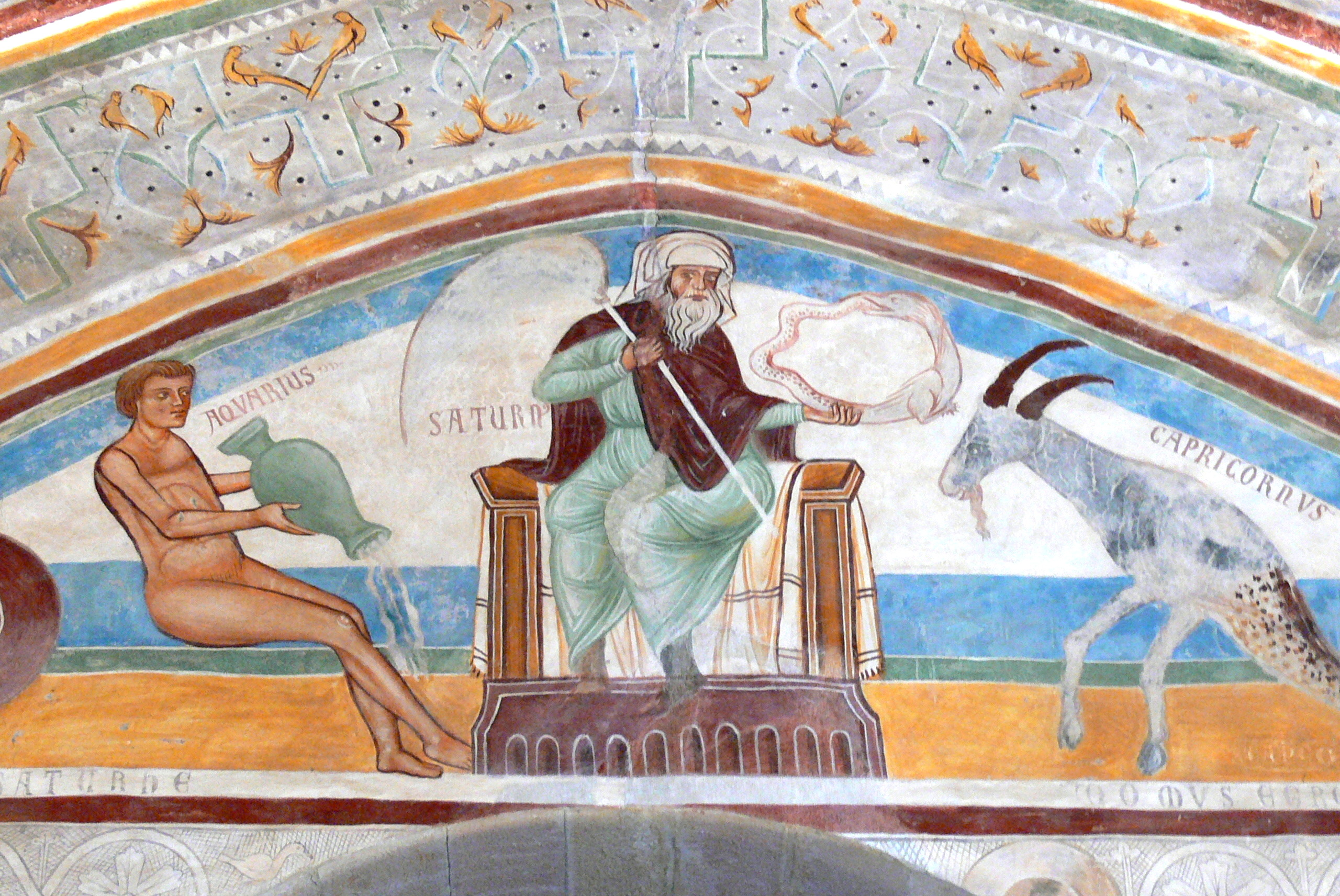
Fresco, Rocca di Angera, Varese (1314)

## Geboren
- 24 juni - Filippa van Henegouwen, echtgenote van Eduard III van Engeland
- Jan van Arkel, bisschop van Utrecht (1342-1364) en Luik (1364-1378)
- Waldemar III, koning van Denemarken (1326-1329)
- Sergius van Radonezj, Russisch monasticus (jaartal bij benadering)
- Thomas Holland, Engels militair (jaartal bij benadering)

## Overleden
- 27 januari - Servaas van Mont-Saint-Éloi, Frans abt
- 18 maart - Jacques de Molay, laatste grootmeester van de Tempeliers (brandstapel)
- 20 april - Clemens V (~49), paus van 1305 tot 1314
- 20 november - Albrecht II (~74), markgraaf van Meißen en landgraaf van Thüringen
- 29 november - Filips IV (~46), koning van Frankrijk (1285-1314)
- Gerrit van den Vliet, Nederlands edelman
- Gilbert de Clare (~23), Engels edelman
- Helena van Anjou (~84), echtgenote van Stefan Uroš I
- Reinier I (~47), heer van Monaco
- Sanggye Päl (~47), Tibetaans geestelijke
- Giovanni Pisano, Italiaans beeldhouwer (jaartal bij benadering)